# Kiddicraft
Kiddicraft foi um brinquedo de encaixar, predecessor dos blocos LEGO.
A empresa foi fundada na Inglaterra, em 1932, por Hilary Harry Fisher Page (1904-1957), que criou um tipo de blocos de plástico que se encaixavam: os chamados "Kiddicraft Self-Locking Building Bricks". O conceito de blocos encaixáveis não era novo: uma versão em madeira já existia desde o século XIX. De 1935 a 1976, também na Inglaterra, o Minibrix foi produzido pela Premo Rubber Company, um fabricante tradicional de saltos de borracha para sapatos. Do mesmo modo que o posterior (e mais famoso) LEGO, o Minibrix constituía-se de blocos encaixáveis, com pinos moldados na superfície.
Apesar destes antecessores, Hilary Page, em 1939, requereu uma patente do que denominou como "Toy Building Blocks". Nesta, e nas patentes subsequentes, ele descreveu blocos ocos com 4 e 8 pinos no topo. Estes "Self Locking Bricks" da Kiddicraft foram um brinquedo-chave para Hilary Page, fabricados na Inglaterra após a Segunda Guerra Mundial. A LEGO introduziu os seus "Automatic Binding Bricks" em 1949 após ter adquirido os direitos do "design" à Kiddicraft.